# Мейер, Отто Эрнст
Отто Эрнст Мейер (нем. Otto Ernst Meyer; 25 ноября 1897 — 12 июня 1966) — немецко-бразильский бизнесмен, бывший военный лётчик, основатель и первый президент предприятия VARIG — первой авиакомпании в Бразилии. Дядя американской писательницы Энн Лабастиль.

## Биография
Эрнст Отто Мейер Лабастиль (нем. Ernst Otto Meyer LaBastille) родился 25 ноября 1897 года в Ганновере (Нижняя Саксония), при этом, по некоторым данным, его отец был немцем, а мать — француженкой гаитянского происхождения.
Рано увлёкся авиацией, а в Первую мировую служил лётчиком в Имперских ВВС Германии на восточном фронте.
После окончания военных действий, в 1921 году эмигрировал в Бразилию, а 27 января прибыл в Ресифи (Пернамбуку), где устроился на принадлежащую семье Лунгрен (нем. Lundgren) текстильную фабрику. Также в Латинской Америке он сменил имя на Отто Эрнст Мейер. В 1922 году Мейер переехал в Рио-де-Жанейро (на тот момент был столицей страны), где занимался продажей билетов на морские круизы. Как бывший лётчик, он понимал, что в такой большой стране, как Бразилия, необходим воздушный транспорт, причём множество рек позволяло активно использовать гидросамолёты, к тому же в соседней Колумбии уже работала немецкая Condor Syndikat. Однако данные идеи не нашли поддержки ни в Ресифи, ни в Рио-де-Жанейро. Но примерно в 1925 году Отто переехал в Порту-Алегри, где его идеи уже упали на благодатную почву.
7 мая 1927 года Отто Мейер основал первую в Бразилии авиакомпанию — Viação Aérea Rio-Grandense, более известную по акрониму VARIG, которая поначалу использовала гидросамолёты, но с 1930 года перешла на наземную авиацию. Пилотировал самолёты на первых порах сам Мейер, а помогал ему присоединившийся 19-летний Рубен Берта. По американским данным, Отто Мейер при этом являлся сторонником нацизма и по этой причине закупал именно немецкие самолёты; к тому же тогда страной правил Жетулиу Варгас, который также был за тесные сотрудничества с Германией. Однако с началом Второй мировой войны это вышло для VARIG боком, ведь прекратились поставки запчастей для немецких машин, а попытки приобрести самолёты американского производства упирались в санкции США, которые это запрещали, пока компанией руководит Мейер. После вступления Бразилии в войну на стороне союзников, Отто Мейер по политическим мотивам покинул собственную компанию. О его дальнейшей биографии точных сведений нет.
В воскресенье 12 июня 1966 года Отто Эрнст Мейер в возрасте 68 лет скончался в собственном доме в Порту-Алегри.

## Память
Имя «Otto Meyer» носил первый во флоте VARIG авиалайнер Boeing 777 (борт PP-VRA, поступил 2 ноября 2001 года).